# Paul Fillunger
Paul Fillunger (* 25. Juni 1883 in Wien; † 7. März 1937 ebenda)  war ein österreichischer Ingenieurwissenschaftler für Mechanik.

## Leben und Werk
Fillunger, der einige Ingenieure unter seinen Vorfahren hatte, studierte ab 1901 an der TH Wien und war ab 1906 Ingenieur bei den k.k. österreichischen Staatsbahnen. 1908 wurde er an der TH Wien promoviert (Ein Versuch, die Spannungsverteilung in keilförmigen Körpern auf theoretischem Weg zu finden). Er lehrte dann ab 1910 am Technologischen Gewerbemuseum in Wien unter anderem Mathematik, Maschinenbau und Technisches Zeichnen (ab 1913 als Professor) und war ab 1918 Leiter der dortigen Versuchsanstalt für Bau- und Maschinenmaterial. Aus dieser Schaffensperiode stammt Fillungers Forschungsarbeit über die Berechnung genieteter Vollwandträger. Im Ersten Weltkrieg war er ab 1915 als Landsturmingenieur eingezogen. 1920 wurde er Baurat. Ab 1923 war er Professor für Elastizitätstheorie und Festigkeitslehre an der TH Wien und Leiter der Fakultät für technische Mechanik, hatte allerdings nicht die Leitung des Labors.
Fillunger entwickelte eine Theorie flüssigkeitsgefüllter poröser Medien, nachdem er schon 1913 eine Arbeit über den Auftrieb in Talsperren veröffentlicht hatte (die auch seine Habilitationsschrift wurde).
Dabei kam er auch in Konflikt mit dem schon damals berühmten Pionier der Bodenmechanik Karl von Terzaghi, seit 1929 ebenfalls Professor an der TH Wien. Fillunger griff dessen Theorie der Konsolidation heftig und in polemischer Weise an. Terzaghi, mit dem Fillunger auch bei der Frage der Gründung der Reichsbrücke aneinandergeraten war, sah seinen Ruf und den der im Entstehen begriffenen wissenschaftlichen Bodenmechanik gefährdet und schaltete, nachdem er zuvor eine Gegenschrift veröffentlicht hatte, die Universitätsleitung zwecks eines Disziplinarverfahrens ein. Als sich eine Verurteilung Fillungers abzeichnete und Fillunger zudem erkannte, dass er in den Vorwürfen an Terzaghi zu weit gegangen war, beging er mit seiner Frau Suizid, indem er die Gasleitungen in seinem Badezimmer öffnete. In einem Abschiedsbrief gestand er seine Fehleinschätzung ein.
Reint de Boer veröffentlichte über die Affäre ein Buch. Er sieht in Fillunger einen in der Folge vergessenen Vorläufer der modernen Theorie poröser Medien (veröffentlicht in seinem oben erwähnten Pamphlet gegen Terzaghi von 1936). Er war nach de Boer seiner Zeit voraus und konnte seine Theorien nicht in experimentell überprüfbarer Weise präsentieren, im Gegensatz zu Terzaghi, der stets auch an einer baupraktischen Formulierung interessiert war.
Nach de Boer fand Fillunger unabhängig von Terzaghi das Konzept effektiver Spannungen in seiner Arbeit von 1913. In dieser Arbeit klärte er die damals strittige Frage, ob der Porenwasserdruck die Festigkeit des Mauersteins herabsetzt, was er auch experimentell negativ beantwortete. Er veröffentlichte auch einige Arbeiten zur Statik von Flugzeugen.